# 识骨寻踪
《识骨寻踪》（英語：Bones）是美国福斯廣播公司（FOX）2005年推出的罪案题材的电视连续剧。该剧部分内容改编自前刑侦检验官、现任该剧制作人凱絲·萊克斯出版的一系列侦探小说。
在香港，本劇2008年4月9日起在无线电视明珠台播放，並把節目名稱定為《欲骨查》。其粵語谐音是一种马来西亚料理“肉骨茶”。
2016年2月25日，FOX續訂此劇第12季，並宣佈第12季為最終季，第12季設有12集，並於2017年3月27日播放完畢。

## 情節
湯普倫斯·貝倫是一位法醫人類學家（Forensic Anthropologist），是杰斐遜實驗室的法醫人類學家兼暢銷小說家，她擁有不同於凡人的特殊才能，就是能根據受害者的屍骨，分析尋獲常人難以發現的線索，因此，聯邦調查局（FBI）特別借重她的專長，協助警方偵破一些因屍體嚴重腐爛、燒毀或被破壞而使得普通的屍檢方法無能為力的兇殺案件。各種罕見怪異且內幕重重的刑案，等待湯普倫斯·貝倫博士抽絲剝繭，還原真相。本劇的案件複雜度並不高，較側重角色的感情發展以及人際互動，每個人物都個性鮮明也是影迷們最津津樂道的地方。另外，本劇題材亦包含不少黑色幽默, 透過嚴重腐爛的屍體反襯角色在查案時滑稽有趣的對白及互動。此劇亦經常利用案件多方面探討社會及人生道德問題，如科學與信仰的衝突、少數族裔、傳統文化、次文化、性愛、戰爭和政治制度等不同問題。

## 角色与演员
| 演員            | 角色                   | 粵語配音 TVB                                                                | 季度 | 季度 | 季度 | 季度 | 季度 | 季度 | 季度 | 季度 | 季度 | 季度 | 季度 | 季度 | 演出 集數 |
| 演員            | 角色                   | 粵語配音 TVB                                                                | 1    | 2    | 3    | 4    | 5    | 6    | 7    | 8    | 9    | 10   | 11   | 12   | 演出 集數 |
| --------------- | ---------------------- | --------------------------------------------------------------------------- | ---- | ---- | ---- | ---- | ---- | ---- | ---- | ---- | ---- | ---- | ---- | ---- | --------- |
| 艾蜜莉·戴絲香儂 | 湯普倫斯·貝倫          | 陸惠玲（S.1-7,9-12） N/A（S.8） 黃玉娟（代配）                              | 主演 | 主演 | 主演 | 主演 | 主演 | 主演 | 主演 | 主演 | 主演 | 主演 | 主演 | 主演 | 234       |
| 大衛·伯瑞納     | 希利·布斯              | 招世亮（S.1-7,9-12） N/A（S.8） 潘文柏（代配）                              | 主演 | 主演 | 主演 | 主演 | 主演 | 主演 | 主演 | 主演 | 主演 | 主演 | 主演 | 主演 | 234       |
| 米凱拉·考林     | 安琪拉·蒙特尼格羅      | 曾佩儀（S.1,9） 許盈（S.1-7,9-12） N/A（S.8） 曾佩儀（代配）                | 主演 | 主演 | 主演 | 主演 | 主演 | 主演 | 主演 | 主演 | 主演 | 主演 | 主演 | 主演 | 234       |
| T·J·塞恩        | 傑克·哈金              | 蘇強文（S.1-6,9-12） 麥皓豐（S.7） N/A（S.8） 何承駿（代配） 劉昭文（代配） | 主演 | 主演 | 主演 | 主演 | 主演 | 主演 | 主演 | 主演 | 主演 | 主演 | 主演 | 主演 | 234       |
| 埃瑞克·米勒根   | 查克·艾迪              | 伍博民（S.1-5） 鄧志堅（S.11-12） 劉奕希（代配）                            | 主演 | 主演 | 主演 | 客串 | 客串 |      |      |      |      |      | 客串 | 常規 | 62        |
| 喬納森·亞當斯   | 顧丹尼 Daniel Goodman  | 梁志達 葉振聲（代配）                                                       | 主演 |      |      |      |      |      |      |      |      |      |      |      | 18        |
| 塔瑪拉·泰勒     | 沙金美 Camille Saroyan | 曾秀清（S.2-3） 鄭麗麗（S.4-7,9-12） N/A（S.8） 鄭麗麗（代配）              |      | 主演 | 主演 | 主演 | 主演 | 主演 | 主演 | 主演 | 主演 | 主演 | 主演 | 主演 | 212       |
| 約翰·戴利       | 唐朗斯 Lance Sweets    | 何承駿（S.3） 李致林（S.4-7,9-10） N/A（S.8） 梁偉德（代配）                |      |      | 主演 | 主演 | 主演 | 主演 | 主演 | 主演 | 主演 | 主演 |      |      | 139       |
| 約翰·博伊德     | 敖正思 James Aubrey    | 李凱傑                                                                      |      |      |      |      |      |      |      |      |      | 主演 | 主演 | 主演 | 44        |

- 湯普倫斯·貝倫（Temperance "Bones" Brennan，原名Joy Keenan，全劇）

艾蜜莉·戴絲香儂 飾演 （香港配音：陸惠玲）
外號「小骨」的湯普倫斯·貝倫博士是一位聪明勤勉不苟言笑的法醫人類學博士及無神論者。父母神秘失踪，哥哥捲入罪案，讓她難以再相信其他人，也很難游刃有餘地與他人溝通。貝倫只相信科學，但懂得很多不同宗教的事物；而且她認識多種語言：包括法文、西班牙文和中文。貝倫博士同時也是一位暢銷犯罪小說作家。與布斯探員之間有著深厚的搭檔情誼，劇情內常出現若有似無又點到即止的曖昧。性觀念開放，不同於拘謹的科學家性格，第4季中曾經描寫到她同時應付兩個情人結果被拆穿，兩人都與她分手的窘境。在第5季末集“The Begining in the End”，貝倫博士受邀前往印尼馬魯古群島工作一年，與共事五年的布斯首次短暫分開生活。在第6季末集“The Change in the Game”，她懷了希利·布斯的孩子，並在第7季第7集誕下女兒，取名為Christine Angela Booth。他们於第9季結婚。在第11季，他们的兒子漢克誕生。
- 希利·布斯（Special Agent Seeley Booth，全劇）

大衛·伯瑞納 飾演（香港配音：招世亮、潘文柏（代配））
孔武有力感受性低的聯邦調查局探員，是個退役狙擊手，與前妻育有一子。他與湯普倫斯·貝倫是最好的拍檔。在第2季的“The Killer in the Concrete”裡，布斯遭到綁架和拷問，最後被湯普倫斯解救。在第3季布斯被一個患有精神病的女性Pam Nunan騷擾，最後為了保護湯普倫斯而被槍擊。布斯利用這事件裝死來捉犯人，卻因為沒有告訴湯普倫斯而發生爭執。在第4季末由於出現多次幻覺，被貝倫博士請求做身體檢查，並發現大腦出現腫瘤需要切除；做完手術後，卻忘記了不少當初擅長的技能（如槍法、維修水管等）且改變部分生活習慣。在第5季末集，布斯收到軍方邀請前往阿富汗訓練前線軍隊對付恐怖分子，與受邀前往印尼考古的貝倫分開生活一年。在第7季第7集，湯普倫斯為他誕下女兒，取名為Christine Angela，並於第9季第6集“The Woman in the White”在傑佛遜學會的花園結婚。而在該季尾段，在一次調查中發現了一群貪污的政府人員，隨後三名FBI特工被派往殺他，示警他要停止調查。雖然刺殺失敗，但他反被逮捕並且控以涉嫌謀殺該三名特工。
- 安琪拉·蒙特尼格羅（Angela Montenegro，原名Pookie Noodlin Gibbons，全劇）

米凯拉·考林飾（香港配音：曾佩儀→許盈→曾佩儀→許盈）
法醫藝術家，善於製作遺骸復原圖及利用電腦分析證據。安琪拉亦自行研發了Angelator及Angelatron電腦系統模擬案發經過。安琪拉·蒙特尼格羅是湯普蘭斯·貝倫最好的朋友，追求美與善的感性，卻常在破案過程中見到人心的醜陋，多次萌生退意。於第5季第16集“The Parts in the Sum of the Whole”提及了安琪拉在擔任法醫藝術家之前曾經於街頭以繪畫肖像為生，後經湯普倫斯邀請前往傑佛遜學會工作。安琪拉於第2季開始與傑克·哈金斯約會，並打算結婚，卻在婚禮上發現安琪拉曾在斐濟與別人登記過結婚。而後雖然與對方成功離婚，卻在第4季與傑克·哈金斯因缺乏對彼此的信任而分手。後與實習生溫戴爾·貝瑞曾有段情。在第5季末與傑克·哈金斯復合，並完成了未完成的婚禮。在第6季末集“The Change in the Game”誕下兒子，取名麥可·哈金斯（Michael Staccato Vincent Hodgins）。
- 傑克·哈金斯（Jack Hodgins，全劇）

T·J·塞恩飾（香港配音：蘇強文、何承駿（代配）、劉昭文（代配）→麥皓豐→蘇強文）
昆蟲學家，植物學家及礦物學家，常自稱是「實驗室之王」，喜歡慫恿實習生做有趣瘋狂的實驗；陰謀論是他的業餘喜好。他是全美第三大的私營公司 Cantilever Group 唯一的合法繼承人。安琪拉·蒙特尼格羅曾是他的未婚妻，於第4季因彼此缺乏信任而分手，但在第5季末復合，並完成了未完成的婚禮。於第5季第16集“The Parts in the Sum of the Whole“提及了傑克過去曾經不受貝倫博士和查克·艾迪歡迎。在第6季末，安琪拉為他生下兒子, 取名麥可·哈金斯（Michael Staccato Vincent Hodgins）。第8季第12集因為要救一群即將被攻擊的學生，阻止連環殺手Christopher Palent而破產。在第11季由於炸彈襲擊造成腰部以下癱瘓。
- 卡蜜兒·薩洛揚（Camille Saroyan，第2季－第12季）

塔玛拉·泰勒飾（香港配音：曾秀清、鄭麗麗（代配）→鄭麗麗）
第2季起加入的法醫學主任，即是湯普倫斯·貝倫博士和她手下的上司。卡蜜兒曾向希利·布斯承認，她接受這份工作是因為傑佛遜人類學研究所的設備更好。另外，她與希利探員也曾有過感情瓜葛。在第4季中，收養了遇害的昔日情人的女兒蜜雪兒（Michelle）作養女。在第8季“The Bod in the Pod”, 透露出她與貝倫博士其中一實習生阿瑞圖·瓦齊里秘密交往。在第12季，阿瑞圖和卡蜜兒舉行了婚禮，並前往密西西比州收養了三位孤兒。
- 詹姆士·奥布里（James Aubrey，第10季第1集－第12季）

約翰·博伊德飾（香港配音：李凱傑）
詹姆士·奥布里是個初級FBI探員，並且在蘭斯·史威茲殉職後，成為布斯的拍檔。起初布斯以他沒有經驗為由與他保持距離。但很快他便被布斯及其他成員所接納。并且由於他對食物的瘋狂熱愛而時常被其他人開玩笑。童年時他的父親作為一位投資經紀人欺騙客戶,拋下他及他的母親潛逃出國。在第11季他發現他的父親已經回國並在秘密調查他。
- 查克·艾迪（Zack Addy，第1季－第3季，第4季－第5季，第11季-第12季）

埃瑞克·米勒根飾（香港配音：伍博民、劉奕希（代配））
智商163以上，不懂得如何與他人相處的天才研究助理，擁有應用工程博士學位，在貝倫博士的小组進行實習，第2季獲得法醫人類學博士學位後正式在小組裡工作。查克·艾迪在實習時，本來是一個不修邊幅的實習生，但在接受博士考試時，被指出他的外型難以在法庭上令人信服而改變形象。另外，傑克·哈金斯似乎是查克·艾迪唯一的朋友。
在第3季末食人連環殺手Gormogon殺死說客一案中，查克在杰斐遜實驗室中引起爆炸讓Gormogon拿走「銀骨架」，原來查克在事發二個月前成為Gormogon的學徒，FBI也因查克的配合抓到了Gormogon。為了避免被判入獄，受其他囚犯霸凌，查克承認精神錯亂，殺死說客，並被判終身關在精神病院中。查克曾於第4季第5集中逃離精神病院前往杰斐遜學會協助偵破案件，蘭斯·史威茲在送查克回精神病院的時候，查克向蘭斯表示自己其實從未殺死說客。在11季末，他再次逃離精神病院以保護貝倫博士受連環殺手的攻擊。在第12季，杰斐遜學會的其他角色重新為當年說客一案展開調查，並為查克討回清白。不過，由於查克曾為Gormogon效力，故需判監13個月。
- 蘭斯·史威茲（Dr. Lance Sweets，第3季～第10季第1集）

約翰·戴利飾（香港配音：何承駿→李致林、梁偉德（代配））
蘭斯·史威茲博士是一名心理學家及FBI探員。FBI覺得唐普蘭斯·貝倫博士和希利·布斯探員的衝突或許會影響他們的工作，所以委任蘭斯為他們的心理醫生。布斯探員和貝倫博士喜歡稱他的姓氏作「小甜甜」（Sweets）。第3季第9集“The Santa in the Slush”起，蘭斯成為主要角色之一，對貝倫博士和布斯探員的感情發展相當關心，亦間接幫助了貝倫博士和布斯探員發展感情。同時，蘭斯也是一名側寫員，卻常被調侃其年輕稚嫩的外貌。第10季第1集末在地下停車場遭Durant醫生襲擊，因為嚴重的内出血而殉職，留下黛西腹中的孩子（欲將孩子取名為希利，並且讓希利·布斯當孩子的教父）。另外，蘭斯在杰斐遜學會第12季重新調查說客一案之前，亦是唯一一個知道查克·艾迪沒有殺死說客的人。

### 實習生
當艾迪在第3季末離開後，實驗室就開始有一些實習生前來協助，以在他們之中選出取代艾迪的人。
- 克拉克·艾迪生（Clark Edison，（第3季－第12季）

尤金尼·伯德飾（香港配音：何承駿→陳卓智→劉奕希）
最初出現於第3季第1集，取代去了伊拉克的查克·艾迪，不過因為查克·艾迪的回歸而退出，後來作為其中一名實習生回歸。個性比較認真，不苟言笑。曾經在遺骨上找出了連查克也沒發現的痕跡。在湯普倫斯·貝倫博士逃亡追捕的三個月中曾經作為實驗室中唯一的人類學博士代替貝倫，在貝倫博士洗清嫌疑回到實驗室之後轉去進行一些嚴謹的考古工作而繼續留在實驗室。
- 黛西·魏克（Daisy Wick，（第4季－第12季）

Carla Gallo飾（香港配音：何璐怡→吳羨婷→何璐怡）
最初出現於第4季第2集，對湯普倫斯·貝倫十分崇拜。雖然十分聰明，但因為太煩人而被眾人所討厭。在第4季中開始與心理醫生蘭斯·史威茲約會，關係穩定。與蘭斯約會後，她開始改善自己的態度，漸漸被眾人所接受。第8季中蘭斯拒绝和她同居並正式和她分手，第10季第1集中布斯發現黛西和蘭斯復合，而且黛西懷上了蘭斯的孩子。
- 文森·奈吉·莫瑞（Vincent Nigel-Murray，（第4季－第6季）

Ryan Cartwright飾（香港配音：巫哲棋）
最初出現於第4季第6集，英國人。最大的特色就是經常說一些與案件無關的冷知識。曾經參加一個電視問答節目贏得百萬美元大獎環遊世界，但把獎金於短時間內揮霍一空，所以不得不再次回到實驗室工作。在第6季22集“The Hole in the Heart”中，遭狙擊手布洛斯基（Jacob Broadsky；第6季出現的連環殺手，前軍隊狙擊手，曾是希利·布斯探員的戰友）誤殺。
- 溫戴爾·貝瑞（Wendell Bray，（第4季－第12季）

邁克·格蘭·特里飾（香港配音：胡家豪）
最初出現於第4季第4集。家境貧窮，靠獎學金才能升學並成為實習生，是湯普倫斯·貝倫博士最欣賞的實習生；曾經與安琪拉·蒙特尼格羅約會，叔叔是一名紐約消防員，在九一一事件中犧牲。溫戴爾在第9季第13集中打冰球的時候意外骨折，被貝倫博士發現他患上骨癌的跡象，專家診斷證實了溫戴爾患上一種存活率極低的骨癌—尤因肉瘤，他想通過四處旅行度過餘生，但在貝倫博士和布斯探員的勸說下決定接受治療。由於在化療中需要使用醫用大麻，實驗室主管卡蜜兒·薩洛揚顧慮經由他手的物證，會在法庭上遭到質疑，而不得不將他解僱；在布斯探員的爭取下，實驗室同意將他再次聘僱為自由職業的案件顧問，能夠在不直接接觸物證情况下，提供自己的專業技能，而且還擁有一間自己的辦公室。在接受治療之後，他的病情得到充分緩解並重新回到實驗室工作。
- 柯林·費雪（Colin Fisher，第4季－第9季、第11季－第12季）

Joel Moore飾（香港配音：麥皓豐→鍾見麟→麥皓豐）
最初出現於第4季第5集。曾經住過精神病院，經常十分悲觀，並且對動漫、遊戲方面有很多知識。
- 阿瑞圖·瓦齊里（Arastoo Vaziri，（第4季－第12季）

Pej Vahdat飾（香港配音：張方正）
最初出現於第4季第16集。他是一名穆斯林，並且每日都會祈禱五次。原本說話帶有約旦口音，但被實驗室主管卡蜜兒發現他的口音其實是刻意偽裝的，之後恢復為不帶口音的腔調。曾就讀於德黑蘭大學，1997年開始寫一些關於自由、民主、愛情的詩，並在地下刊物上发表，在穆罕默德·哈塔米當選伊朗總統之後，由於躲避逮捕而離開伊朗來到美國。第8季第7集開始和卡蜜兒秘密交往，並於第8季第18集在實驗室公開戀情。在第11季中二人訂婚。
- 芬恩·艾伯納西（Finn Abernathy，（第7季－第9季）

Luke Kleintank飾（香港配音：關令翹）
芬恩·艾伯納西是在第7季第2集“The Hot dog in the Competition”出現的新實習生，他代替了在第6季死去的文森·奈吉·莫瑞。芬恩年約18歲，在16歲已完成大學，現正就讀博士。根據芬恩自己的說法，他曾因瘋狂驅車而入獄少年拘留所。曾經被指控用刀攻擊他的繼父（因繼父虐待他的母親），但後來獲撤銷控訴。他來自北開羅萊納州，說話帶有明顯的南方口音。哈金斯因此稱呼他為「Opie」，而他回稱哈金斯為「Thurston」。他們兩人因重新製作並銷售艾伯纳西的祖母生前自製的辣椒醬而成為生意夥伴。在第7季第8集，他和卡蜜兒·薩洛揚的養女蜜雪兒約會，在第9季中兩人分手。
- 奧利佛 · 威爾（（第8季第17集－第11季）

Brian Klugman飾 （香港配音：陳卓智）
奧利佛首次出場就直接在餐廳裡將頭骨丟給貝倫博士，被當成了可疑分子。他擁有物理學博士、天文學碩士和野生動植物生態學碩士學位，並且差兩個學分就能拿到法醫人類學碩士學位，還通過了律師資格考試。就薩洛揚博士的觀點，他非常的「熱情」，而且等於花一份錢招了五個實習生，很划算。
- 潔西卡 · 沃倫（（第9季第23集－第12季）

Laura Spencer飾（香港配音：葉曉欣）
潔西卡沃倫首次出現在第9季的第23集「The Drama in the Queen」，並與蘭斯發生關係。潔西卡從小和五個哥哥一起長大，她是門薩俱樂部的成員，十九歲的時候就以頂尖的成績從密西根州立大學畢業。

### 其他角色
- 麥斯·基南（Matthew Brennan，原名Max Keenan，第2季－第12季）

雷恩·歐尼爾飾（香港配音：陳永信）
湯普倫斯·貝倫和羅斯·貝倫的父親。當初為了保護子女的安全，而與妻子一同離家出走，後來在第2季出現，為保護湯普倫斯而殺害了FBI的高層，不過因證據不足而無法將他判刑。現於傑佛遜人類研究所中作為小朋友參觀的導遊。在第5季第10集，麥斯透露他在myspace接觸到已故妻子的親戚，湯普倫斯堂妹瑪格麗特，並希望湯普倫斯邀請她與他們一起吃聖誕大餐。在這季季末，他還想在海瑟·塔費案（Heather Taffet, "The Grave Digger" 掘墓者，由第2季開始出現的連環殺手，曾綁架湯普倫斯並差點害死了她） 的審訊過程中試圖殺害她。這件事導致希利·布斯相信麥斯並沒有放棄他犯罪的方式，並在第6季中成為兩謀殺案的嫌疑犯（海瑟·塔費和他的保齡球隊成員之死），不過最後發現這兩件案件與他無關。
在第7季第11集，他受希利·布斯的委託幫忙照顧女兒Christine，儘管湯普倫斯·貝倫最初有所保留，但她最終同意。在本季末，當Christopher Pellant（由第7季第6集開始出現的連環殺手） 嫁禍湯普倫斯·貝倫謀殺，他幫助他的女兒和孫女逃避出城。而當他面對希利·布斯時，他解釋湯普倫斯·貝倫必須留在司法體制外才會安全。他最後還說服希利·布斯應留在他所屬的司法體制內，幫助證明湯普倫斯·貝倫是無辜的。
- 羅斯·貝倫（Russ Brennan，原名Kyle Keenan，第1季－第3季）

Loren Dean飾（香港配音：翟耀輝→陳廷軒）
湯普倫斯·貝倫的哥哥，在她15歲時離開了她，成為一名維修工，並已經有女朋友和兩名繼女。是名重罪假釋犯。第2季因為父母過去搶劫銀行時獲得的FBI高層腐敗證據，而成為那些高官用來威脅麥斯交出證據的警告，險些遭到狙殺。
- 帕克·布斯（Parker Booth，第1季－第7季、第9季、第11季－第12季）

Ty Panitz飾（香港配音：黃麗芳→蔡惠萍、陳凱婷（代配）→林丹鳳→蔡惠萍→陳灝瑋）
希利·布斯的兒子，現在正與母親蕾貝卡和繼父一起居住，與希利·布斯的關係很好。
- 卡羅琳·朱莉安（Caroline Julian，全劇）

Patricia Belcher飾（香港配音：林丹鳳→黃鳳英、蔡惠萍（代配）→蔡惠萍）
聯邦檢察官及律師，為一名矮胖的非裔美籍女性，性格有點專橫，但與布斯是朋友，並經常在法律問題上幫助小組成員，熱心於撮合湯普倫斯·貝倫與希利·布斯。
- 裴頓·貝洛塔（Payton Perotta，第4季）

Marisa Coughlan飾（香港配音：黃淑芬）
FBI的女探員，希利·布斯因腰痛而無法行動去抓捕謀殺疑犯和綁架疑犯時，曾代替他帶領小隊查案。
- 提姆 "蘇利" 蘇利文（Tim "Sully" Sullivan， 第2季）

Eddie McClintock飾（香港配音：雷霆）
FBI探員，曾與湯普倫斯·貝倫約會。希利·布斯開槍射擊餐車上的小丑人偶裝飾而需接受心理治療時，代替布斯與湯普倫斯·貝倫搭檔查案。最後他因為厭倦了FBI的工作，前往加勒比海地區經營租船業務而與湯普倫斯分手。
- 高登·懷特（Gordon Wyatt，第2季、第4季－第5季）

史蒂芬·佛萊飾（香港配音：陳永信）
心理醫生、廚師，與實習生文森·奈吉·莫瑞一樣都是英國人。在希利·布斯射擊餐車上的小丑人偶裝飾後，為希利·布斯的心理狀態進行評估，備受輕視心理學的湯普倫斯·貝倫和希利·布斯所推崇，輕易看出希利·布斯在手術後愛上了湯普倫斯·貝倫。
- 瑪格莉特·懷特希爾（Margaret Whitesell，第5季第10集）

柔伊·黛絲香奈飾（香港配音：羅杏芝）
湯普倫斯·貝倫的母系遠房表妹，對富蘭克林十分崇拜，並經常在對話中引用他的話語。現實中，瑪格莉特的飾演者Zooey是女主角Emily的妹妹。
- 漢克·布斯（Hank Booth，第5季、第7季）

拉爾夫·韋特飾（香港配音：林國雄→譚炳文）
希利·布斯的祖父。在發現自己的兒子虐待孫子時，接過了兩個孫子的扶養權，並將他們拉拔長大。因為在療養院打了看護而來和孫子希利一起住了段時間，並提醒湯普倫斯要把握機會與希利在一起。
- 傑拉德·布斯（Jared Booth，第4季－第5季）

布倫丹·費爾飾（香港配音：陳卓智）
希利·布斯的弟弟，任職於軍事情報單位的海軍軍官。首次出現於第4季“The Con Man in the Meth Lab”中，他抵達華盛頓並且在五角大樓開始新的工作。第4季14集“The Hero in the Hold”中他冒著失去工作的危險，幫助挽救被連環殺手綁架的希利·布斯，並於第23集因此被海軍辭退而選擇前往印度散心。在第5季"The Dentist in the Ditch"中從印度旅遊歸來，找到了女朋友而且準備與她結婚。
- 丹尼爾·古德曼（Daniel Goodman，第1季）

乔纳森·亚当斯飾（香港配音：梁志達、葉振聲（代配））
以前是一個考古學家，現在是傑佛遜人類學研究所（Jeffersonian Institute）的負責人。丹尼爾·古德曼博士有一對5歲的雙胞胎女兒，他的工作方式曾令傑克·哈金斯懷疑他太過主觀和太過長氣，少了一種作為科學家的特質。在第1季以後再沒有出現，據角色間的對話是說他正在休假。
- 傑佛瑞·哈金斯（Jeffrey Hodgins，第9季第15集)

強諾·羅伯茲飾（香港配音：陳欣）
傑克·哈金斯的哥哥，因為患有分裂情感性障礙，在傑克出生前就被送往桑德伍德之家(Sandalwood)接受照顧，以致於傑克一直認為自己是獨生子。

## 收視率
| 季度     | 集数 | 播放时间（ET）                                                                        | 播放日期      | 播放日期      | 播放日期 | 排名 | 收视人数 （单位：百万） |
| 季度     | 集数 | 播放时间（ET）                                                                        | 该季度第一集  | 该季度大结局  | 電視季度 | 排名 | 收视人数 （单位：百万） |
| -------- | ---- | ------------------------------------------------------------------------------------- | ------------- | ------------- | -------- | ---- | ----------------------- |
| 第一季   | 22   | 星期二下午8:00（2005） 星期三下午8:00（2006）                                         | 2005年9月13日 | 2006年5月17日 | 2005–06  | #60  | 8.90                    |
| 第二季   | 21   | 星期三下午8:00                                                                        | 2006年8月30日 | 2007年5月16日 | 2006–07  | #50  | 9.40                    |
| 第三季   | 15   | 星期二下午8:00（2007） 星期一下午8:00（2008）                                         | 2007年9月25日 | 2008年5月19日 | 2007–08  | #51  | 8.90                    |
| 第四季   | 26   | 星期三下午8:00（2008） 星期四下午8:00（2009）                                         | 2008年9月3日  | 2009年5月14日 | 2008–09  | #32  | 10.81                   |
| 第五季   | 22   | 星期四下午8:00                                                                        | 2009年9月17日 | 2010年5月20日 | 2009–10  | #32  | 10.02                   |
| 第六季   | 23   | 星期四下午8:00（2010） 星期四下午9:00（2011）                                         | 2010年9月23日 | 2011年5月19日 | 2010–11  | #29  | 11.57                   |
| 第七季   | 13   | 星期四下午9:00 (2011) 星期四下午8:00（2012年1月12日） 星期一下午8:00（2012年4月2日–） | 2011年11月3日 | 2012年5月14日 | 2011–12  | #48  | 9.26                    |
| 第八季   | 24   | 星期一下午8:00                                                                        | 2012年9月17日 | 2013年4月29日 | 2012–13  | #42  | 9.52                    |
| 第九季   | 24   | 星期一下午8:00（9月–11月,2013; 3月-5月 2014） 星期五下午8:00（11月,2013- 1月,2014）   | 2013年9月16日 | 2014年5月19日 | 2013–14  | #40  | 8.43                    |
| 第十季   | 22   | 星期四下午8:00                                                                        | 2014年9月25日 | 2015年6月11日 | 2014–15  | #71  | 7.27                    |
| 第十一季 | 22   | 星期四下午8:00                                                                        | 2015年10月1日 | 2016年7月21日 | 2015–16  | #71  | 7.27                    |
| 第十二季 | 12   | 星期二下午9:00                                                                        | 2017年1月3日  | 2017年3月27日 | 2016–17  | #78  | 5.54                    |

## 資料來源
1. ↑  Ausiello, Michael. . TVLine. February 25, 2016  [February 25, 2016]. （原始内容存档于2016-05-28）.
2. 1 2  . The Hollywood Reporter. May 26, 2006  [May 29, 2010]. （原始内容存档于2008-07-16）.
3. 1 2  . The Hollywood Reporter. May 25, 2007  [May 29, 2010]. （原始内容存档于2007-10-25）.
4. 1 2  . ABC Medianet. May 20, 2008  [May 29, 2010]. （原始内容存档于2009-03-10）.
5. 1 2  . ABC Medianet. May 27, 2009  [May 29, 2010]. （原始内容存档于2009-08-11）.
6. 1 2  Gorman, Bill. . TV by the Numbers. June 16, 2010  [June 19, 2010]. （原始内容存档于2013-04-18）.
7. 1 2  Gorman, Bill. . TV by the Numbers. June 1, 2011  [June 1, 2011]. （原始内容存档于2012-06-27）.
8. ↑  . The Futon Critic.   [September 29, 2011]. （原始内容存档于2012-08-10）.
9. ↑   (新闻稿). Fox. February 27, 2012  [February 27, 2012].
10. 1 2  Gormam, Bill. . TV by the Numbers. May 24, 2012  [May 25, 2012]. （原始内容存档于2012-05-30）.
11. ↑  Roffman, Marisa. . Give Me My Remote. July 24, 2012  [August 19, 2012]. （原始内容存档于2012-11-26）.

## 節目變遷
| 香港無綫電視明珠台 星期三 21:35-22:30                               | 香港無綫電視明珠台 星期三 21:35-22:30 | 香港無綫電視明珠台 星期三 21:35-22:30            |
| ------------------------------------------------------------------- | --- | ------------------------------------------------ |
|                                                                     | 欲骨查（第一季）（第1-17集） （2008.04.09 - 2008.08.06） 欲骨查（第一季）（第18-22集） （2008.10.08 - 2008.11.19） 欲骨查（第二季） （2008.11.26 - 2009.04.15） |                                                  |
| 仁心仁術（第十三季） （2007.10.31 - 2008.04.02）                    | 新未來戰士（第二季） （2009.05.20 - 2009.10.14） |                                                  |
| 星期三 20:30-21:30                                                  | |                                                  |
| 千姬變（第一季） （2009.10.21 - 2010.01.13）                        | 欲骨查（第三季） （2010.01.20 - 2010.04.28） | 靚太唔易做（第六季） （2010.05.05 - 2010.10.06） |
| 千姬變（第二季） （2010.10.20 - 2010.01.19）                        | 欲骨查（第四季） （2011.01.26 - 2011.07.20） 欲骨查（第五季） （2011.09.21 - 2012.02.15）                                                                       | 法證伊人（第一季） （2012.02.22 - 2012.05.16）   |
| 星期三 20:30-21:30 12月19日及26日 20:35-21:30                       | |                                                  |
| 法證伊人（第一季） （2012.02.22 - 2012.05.16）                      | 欲骨查（第六季） （2012.08.15 - 2013.01.16） | 賈神探（第四季） （2013.01.23 - 2013.07.03）     |
| 星期四 22:35-23:30                                                  | |                                                  |
| 賈神探（第五季） （2014.02.27 - 2014.08.14）                        | 欲骨查（第七季） （2014.08.21 - 2014.11.13） | 「法」妻（第四季） （2014.11.20 - 2015.04.23）   |
| 星期五 22:35/22:40-23:30/23:35 12月25日 暫停播映 1月1日 22:45-23:40 | |                                                  |
| 賈神探（第六季） （2015.03.06 - 2015.08.07）                        | 欲骨查（第八季） （2015.08.14 - 2016.01.29） | 黑猩猩的世界 （2016.02.05）（21:30-23:10）       |
| 星期五 22:40-23:35                                                  | |                                                  |
| 賈神探（第七季） （2016.09.16 - 2017.02.17）                        | 欲骨查（第九季） （2017.02.24 - 2017.08.04） | 賈神探（第八季） （2017.08.11 - 2018.01.05）     |
| 星期五 22:40-23:35 2018年8月3日 23:05-00:00 8月10日 22:50-23:45     | |                                                  |
| 賈神探（第八季） （2017.08.11 - 2018.01.05）                        | 欲骨查（第十季） （2018.01.12 - 2018.06.22） 欲骨查（第十一季） （2018.06.29 - 2018.11.23） 欲骨查（第十二季） （2018.11.30 - 2019.02.15）                      | 神探孖住上 （2019.02.22 - 2019.05.17）           |